# Membro da Real Sociedade Asiática da Grã-Bretanha e Irlanda
Membros da Real Sociedade Asiática da Grã-Bretanha e Irlanda são indivíduos eleitos pelo Conselho da Royal Asiatic Society para promover "a investigação de assuntos relacionados com e para o incentivo da literatura científica e das artes em relação à Ásia".
A Sociedade tem cerca de setecentos membros, metade dos quais reside fora da Grã-Bretanha. É administrada por um conselho de vinte membros. Fundada em 1823, tornou-se "o principal centro na Grã-Bretanha para o trabalho acadêmico sobre a Ásia" com "muitos membros ilustres". Os membros usam as letras pós-nominais FRAS.
Os membros anteriores e atuais incluem acadêmicos, escritores e ex-políticos e governadores renomados que fizeram contribuições significativas para a Ásia e seus respectivos campos. Os bolsistas anteriores incluíram os exploradores britânicos Richard Francis Burton e Laurence Waddell, oficiais da Companhia Britânica das Índias Orientais como Henry Rawlinson, o Juiz Chefe do Ceilão Alexander Johnston, o primeiro ganhador do prêmio Nobel asiático Rabindranath Tagore e muitos outros.

## Elegibilidade
Fellows can be nominated by an existing Fellow, or they can submit an application for fellowship; applications are open to "anyone with a serious interest in Asian Studies", considered regularly, and processed within two months. Students are also eligible to become Student Fellows if they are enrolled in an established course of education.